# Frederik Reedtz
Frederik Reedtz (født 1586 på Antvorskov Slot, død 8. juni 1659 i København) var en dansk rigsråd, far til Peder Reedtz.

## Karriere
Han var søn af staldmester Peder Reedtz, studerede 1602 i Genf og 1603 i Orléans, var 1605-08 hofjunker og deltog som fændrik i Kalmarkrigen, hvor han var med ved Ølands erobring i august 1611. Ved sin faders død 1607 havde han arvet Tygestrup og indtog siden en fremragende stilling inden for den sjællandske adel. Hans len kom alle til at ligge i denne landsdel, først Svenstrup 1619-22, derefter Tryggevælde 1622-32 og endelig Vordingborg fra 1632 til hans død. 1623 nævnes han som ritmester ved den sjællandske rostjeneste, fra 1627 var han ofte befuldmægtiget for provinsens adel på stændermøder og fra 1637 landkommissær. Imidlertid var han 1633 blevet ridder, var 1634 tilstede i Dresden ved hertug Ulriks bisættelse og blev i december 1644 rigsråd. Som sådan var han det følgende år, i modsætning til de fleste af sine fæller, stemt for Hannibal Sehesteds plan om at sende flåden til Norge, 1648 skal han have været en modstander af at binde Frederik III ved for streng en håndfæstning; men ellers kendes hans politiske holdning ikke nærmere. Sprogmanden Søren Poulsen Judichær regnede ham mellem sine beskyttere.

## Ægteskaber og besiddelser
Han havde 9. juli 1609 ægtet Birgitte Brahe, datter af rigsråden Steen Brahe og Kirstine Holck; efter hendes død 1627 ægtede han 22. juni 1634 Sophie Høg (16. november 1588 - 1653), datter af Stygge Høg og Anne Ulfstand. Ved begge disse ægteskaber havde han forøget sine godsbesiddelser, nemlig med Barritskov og Elkær i Jylland, hvor han også købte Løjstrup og Fævejle. Han synes dog at have afstået sine sjællandske godser til sine sønner Steen og Peder før sin død, der indtraf 8. juni 1659.

## Gengivelser
Reedtz er gengivet i et portrætmaleri tilskrevet Remmert Piettersz fra 1620'erne (Det Nationalhistoriske Museum på Frederiksborg Slot). Stik af Albert Haelwegh efter forlæg af Abraham Wuchters fra 1650'erne. Maleri i samme type (Frederiksborgmuseet; Gavnø). Portrætmaleri (Rosenholm).